# Falaise de Bandiagara
Pour les articles homonymes, voir Bandiagara.
La falaise de Bandiagara est une longue chaîne de grès située au Mali dans la région de Bandiagara, s'étirant du sud au nord-est sur une distance de 200 km, autour de laquelle s'étend le Pays Dogon. C'est l'un des sites les plus imposants d'Afrique de l'Ouest, que ce soit par ses caractéristiques archéologiques, ethnologiques ou géologiques. Une toute petite partie de l'extrémité sud-ouest des falaises se trouve au Burkina Faso.

## Géographie

### Géographie physique

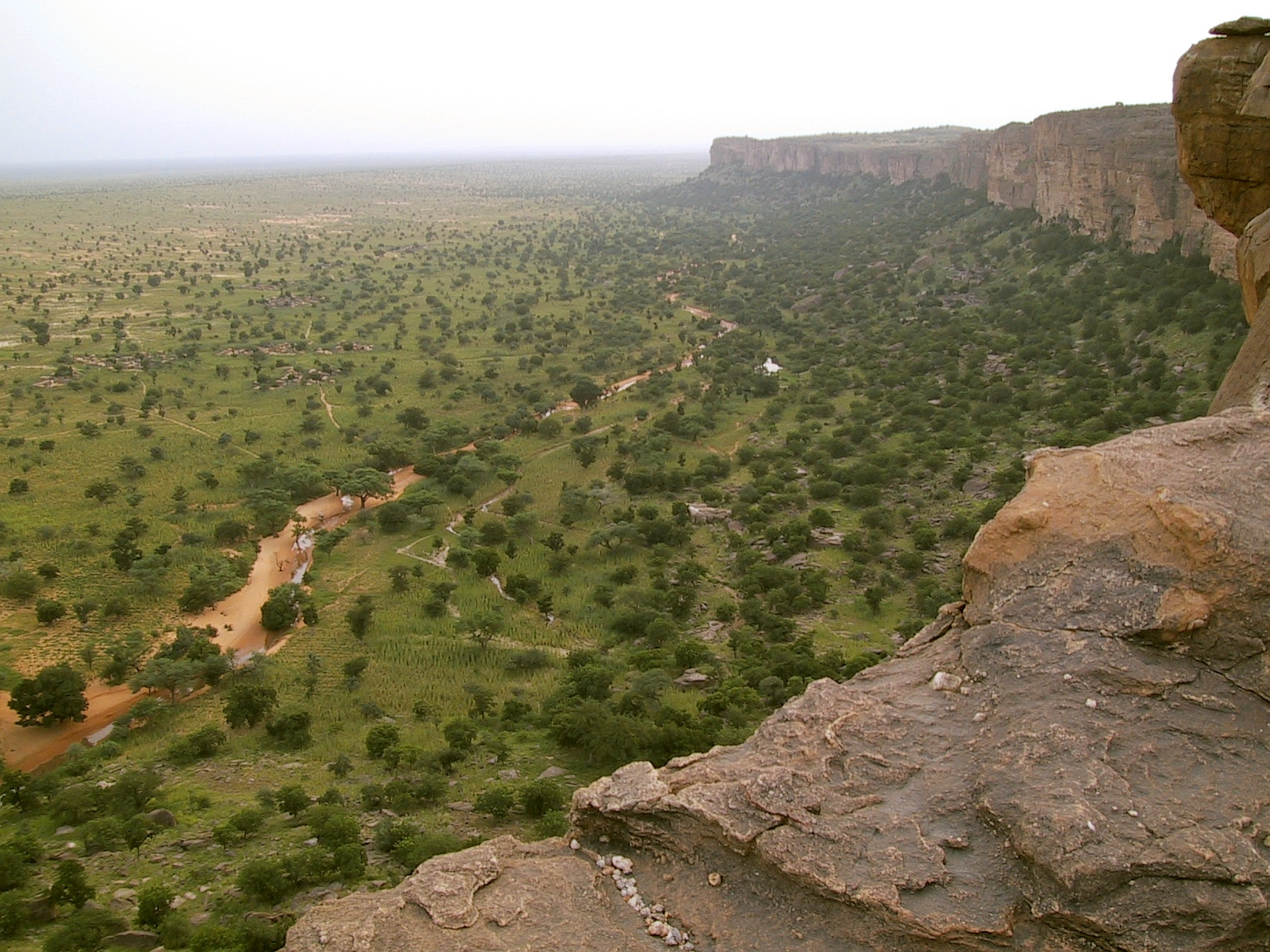
La falaise de Bandiagara et sa vue sur la brousse

Cette falaise est la limite orientale d'un plateau gréseux situé au sud-est du fleuve Niger. La falaise domine la plaine sableuse du Seno-Gondo. Elle s'étire sur environ 200 km depuis le nord de la région de Bandiagara au Mali jusqu'au nord-ouest du Burkina Faso, près de la ville de Nouna (province Kossi).
Le massif de grès est prolongé par des reliefs isolés, le massif de la Gandamia, les petits sommets isolés de Boni puis finalement le Mont Hombori, le plus haut sommet du Mali avec 1 155 mètres d'altitude.
La falaise est constituée d'un escarpement presque vertical qui surplombe une zone d'éboulis gréseux dont la pente avoisine 25°, puis d'une vallée de piémont d'une largeur variant de quelques mètres à quelques kilomètres. L'escarpement a une hauteur variable, qui augmente du sud vers le nord. Elle passe d'une centaine de mètres au sud de la latitude 14° Nord, à 200 m près de Douentza (au nord-est du massif), voire plus de 300 m entre Douentza et Konna au nord.

### Géologie
Les grès qui constituent la falaise datent du Précambrien. Ils se sont formés dans un bassin sédimentaire qui à cette époque couvrait une bonne partie du Sahara occidental. Ces grès, d'origine fluvio-littorale, sont constitués à la base de couches de grès quartzitiques massifs surplombées de couches plus hétérogènes, de type conglomérat. Ils se sont déposés au précambrien supérieur sur le socle de base d'âge birrimien (Précambrien moyen) soit deux milliards d'années environ.
Ces grès correspondent à un ancien front côtier qui longeait une dépression du socle située au niveau de l'actuelle plaine du Seno-Gondo. Lors des mouvements tectoniques de l'ère primaire, des failles se créèrent et guidèrent l'érosion. Cette dernière eut plus de facilité à dégager les roches sédimentaires du bassin du Seno-Gondo, plus hétérogènes et moins résistantes (schistes gréseux, calcaires dolomitiques, grès grossiers). Cette érosion en climat tropical plus ou moins humide selon les époques s'est poursuivie au cours de l'ère secondaire et jusqu'à l'Éocène. À l'Éocène supérieur et à l'Oligocène, une transgression marine due à des mouvements tectoniques permit un apport de sédiments dans la plaine du Seno-Gondo. À la fin de l'ère tertiaire, le retrait de l'eau laissa place aux dépôts éoliens de l'ère quaternaire qui se firent dans la plaine et qui aujourd'hui encore sont visibles sous forme de dunes longeant la falaise.

### Climat
La falaise de Bandiagara se situe dans le Sahel africain (zone climatique tropicale), où la saison sèche est très marquée et où les pluies sont assez rares (environ 400 à 500 mm/an). La présence ici d'un relief permet, grâce à l'existence de pluies orographiques, une pluviométrie plus élevée que dans les plaines. Elle varie en effet de 500 mm (au nord) à 700 mm (au sud) et présente moins d'irrégularité d'une année sur l'autre. Ceci permet la présence d'une végétation de type soudanien dans cette région sahélienne.

## Histoire

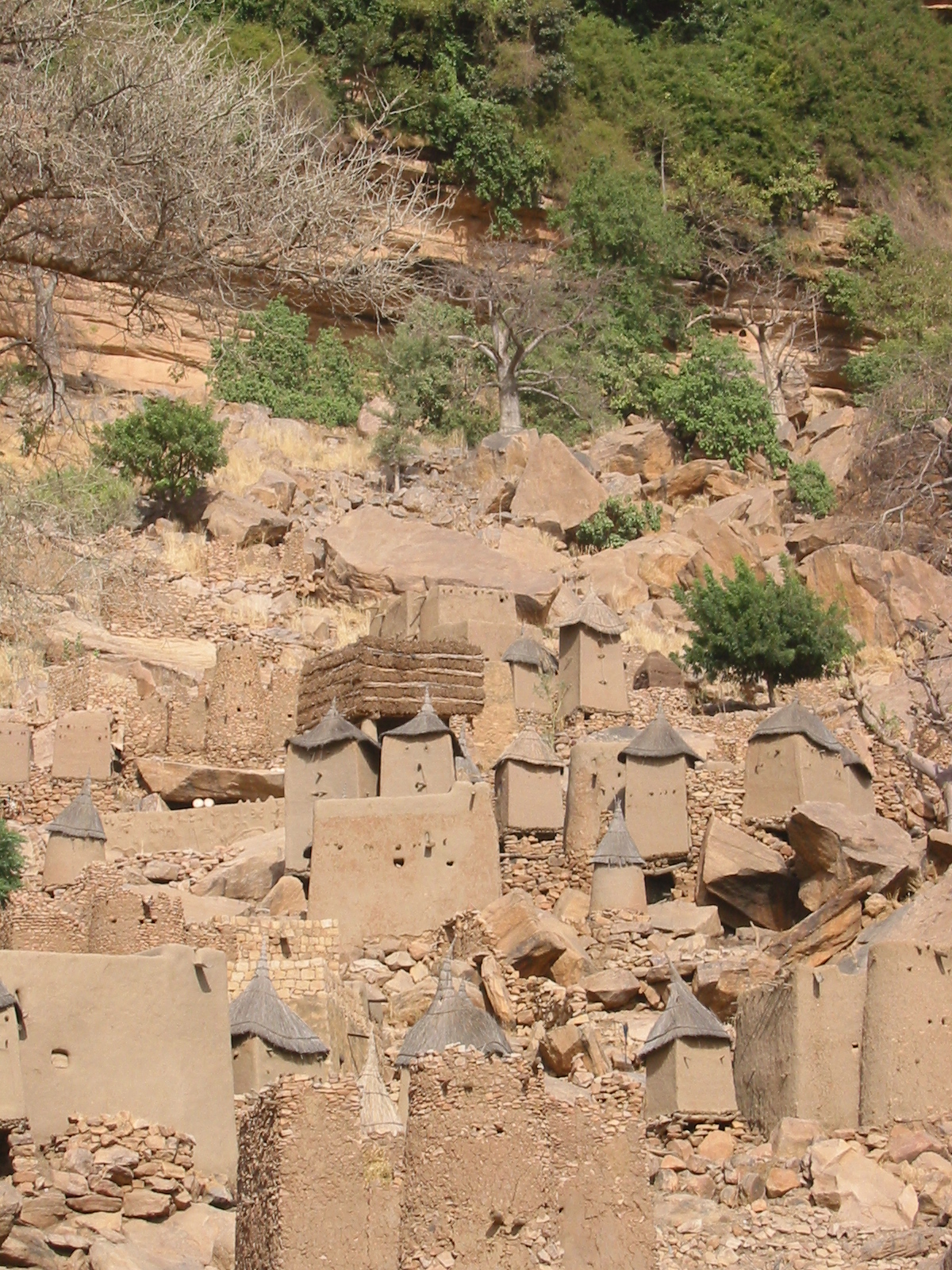
Village de Banani, le Togouna est visible au centre de l'image

Dans la paroi d'un couloir rocheux nommé toloy et situé non loin de Sangha, une grotte a livré les premières traces d'occupation humaine : des greniers faits de boudins de glaise superposés, de la poterie et des restes de végétaux, remontant aux IIIe et IIe siècles av. J.-C. Cette phase culturelle est nommée toloy. Treize siècles plus tard, ces greniers furent réutilisés par les Tellem.
Dans les flancs de la falaise vivaient en troglodytes les Tellem, une ethnie de chasseurs-cueilleurs qui quitta la falaise à la suite de l'arrivée des Dogons et aux modifications environnementales apportées par leur mode de vie d'agriculteurs. Des dizaines de villages sont situés le long de la falaise comme Sangha ou Kani Bonzon où arrivèrent les Dogons au XIVe siècle. Les Dogons préservèrent les constructions Tellem, et développèrent leurs villages en contrebas des sites tellems.
Depuis 1989, la falaise de Bandiagara est inscrite sur la liste du Patrimoine mondial de l'UNESCO.

## Culture
Fortement imprégnée par la culture des Dogons, la falaise et ses peuples ont fait l'objet d'un film ethnologique de Jean Rouch intitulé Cimetière dans la falaise (1951), tourné en différents sites de la falaise. Une partie du film de Souleymane Cissé, Yeelen (1987), a également pour décor la falaise.

## Tourisme

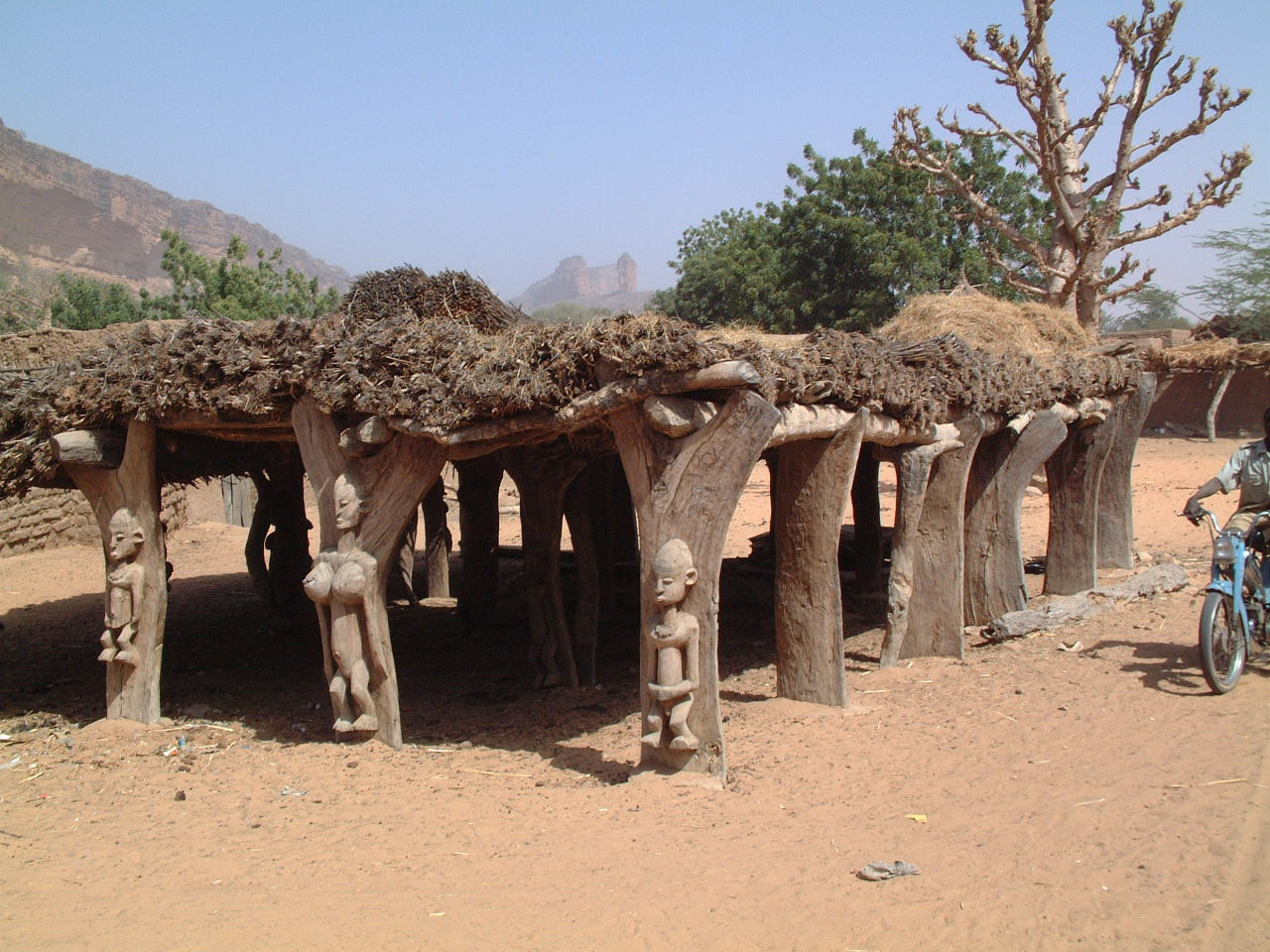
Le toguna du village de Endé au Pays Dogon, au pied de la falaise de Bandiagara

Ces dernières années le tourisme sur la falaise s'est énormément développé en raison de l'attrait occidental croissant pour la culture et l'imaginaire dogons, notamment offerts au grand public par les films de Jean Rouch. Les hameaux le long de la falaise sont très appréciés lors des randonnées des touristes, entre autres : Kani-Kembolé, Enndé, Dourou, Nombori, Tireli, Yayé, Banani, Tiogou, les trois Youga, Atô et Bongo.